# 尹奉吉 (潜水艦)
尹奉吉（ユン・ポンギル、日本語読み：いん ほうきち、朝鮮語：윤봉길、ラテン文字：Yoon Bong-gil, SS-077）は、大韓民国海軍の潜水艦。孫元一級潜水艦の5番艦。艦名は20世紀初頭の朝鮮独立運動家の尹奉吉に由来する。